# آرون غوردون
آرون غوردون (بالإنجليزية: Aaron Gordon)‏ مواليد 16 سبتمبر 1995 في سان هوزيه، هو لاعب كرة سلة محترف أمريكي بدأ مسيرته الاحترافية في سنة 2014 حيث تم اختياره من قبل فريق أورلاندو ماجيك خلال الدرافت، يلعب مع فريق أورلاندو ماجيك في الرابطة الوطنية لكرة السلة ويحمل الرقم 00. يبلغ طوله 6 قدم 9 بوصة (2.1 م).

## إحصائيات المسيرة

### الموسم الاعتيادي
| السنة   | الفريق         | لعب | بدأ | دقيقة | ميداني% | ثلاثية | حرة  | ارتداد | صنع | استلاب | تصدي | نقطة |
| ------- | -------------- | --- | --- | ----- | ------- | ------ | ---- | ------ | --- | ------ | ---- | ---- |
| 2014–15 | أورلاندو ماجيك | 47  | 8   | 17.0  | .447    | .271   | .721 | 3.6    | .7  | .4     | .5   | 5.2  |
| 2015–16 | أورلاندو ماجيك | 78  | 37  | 23.9  | .473    | .296   | .668 | 6.5    | 1.6 | .8     | .7   | 9.2  |
| المسيرة |                | 125 | 45  | 21.3  | .466    | .289   | .681 | 5.4    | 1.3 | .6     | .6   | 7.7  |

## روابط خارجية
- آرون غوردون على موقع الاتحاد الدولي لكرة السلة (الإنجليزية)
- آرون غوردون على موقع إن بي أي (الإنجليزية)
- آرون غوردون على موقع سبورتس رفرنس (الإنجليزية)
- آرون غوردون على موقع كرة السلة الأوروبية.كوم (الإنجليزية)
- آرون غوردون على موقع إي إس بي إن.كوم (الإنجليزية)
- آرون غوردون على موقع كلية كرة السلة في سبورتس رفرنس.كوم (الإنجليزية)
- آرون غوردون على موقع ريلجم (الإنجليزية)
- آرون غوردون على موقع بروبوليرز (الإنجليزية)